# Focus on the Family
Focus on the Family (FOTF oder FotF, deutsch sinngemäß: „Die Familie im Mittelpunkt“) ist eine international tätige, evangelikale, gemeinnützige Organisation aus den Vereinigten Staaten. Ihr Ziel ist es, beim Aufbau von erfolgreichen christlichen Ehen zu helfen, und Eltern auszurüsten, damit sie ihre Kinder gemäß biblisch begründeten Werten erziehen können. Sie wurde 1977 von James Dobson gegründet, der bis 2009 ihr Präsident war. Sie hat ihren Hauptsitz in Colorado Springs, Colorado.

## Ziele
Die Organisation sieht sich als eine konfessionsübergreifende evangelikale parakirchliche Organisation. Ihre wesentlichen Prinzipien sind:
- der Vorrang der Evangelisation
- die Dauerhaftigkeit der Ehe
- der Wert von Kindern
- die Heiligkeit menschlichen Lebens
- die Wichtigkeit von sozialer Verantwortung
- der Wert von Mann und Frau

## Wichtigste Arbeitsgebiete von Focus on the Family
Zentrale Arbeitsgebiete von FotF sind die Förderung der Kommunikation innerhalb von Ehen und Familien sowie die Ermutigung zu ehelicher Treue und Respekt vor Gott.
Die Organisation bietet auf verschiedenen Ebenen Information und Beratung an für Ehepaare, Familien und Einzelpersonen in verschiedensten Situationen, für Kirchengemeinden und Pastoren. Mittel dazu sind tägliche Radiosendungen, Videos, verschiedene Internet-Auftritte, Bücher und Zeitschriften.
Daneben engagiert sie sich auch in sozialen Fragen, die mit ihrem Hauptthema christliche Ehen und Familien zu tun haben, insbesondere voreheliche Abstinenz und Abstinenzerziehung, Abtreibung, Embryonenforschung, und Sterbehilfe, Schulwesen, Glücksspiel, Pornografie(sucht), Zwangsprostitution, Homosexualität, Gleichgeschlechtliche Ehe, Ehe- und Familienrecht und Fragen der sexuellen Identität. Dabei werden sie als eine wichtige Stimme der christlichen Rechten in den USA betrachtet, die eine konservative Sozialpolitik fördert.

## Politische Stellungnahmen
FotF vermeidet es zwar, bei US-Präsidentenwahlen eine Wahlempfehlung abzugeben, veröffentlichte jedoch vor der Wahl 2008 zwischen John McCain und Barack Obama einen „Brief aus dem Jahr 2012“, der aus einem Amerika stammt, nachdem Barack Obama die Wahl gewonnen hat. In diesem Brief wurde prophezeit, dass Europa von den Russen überrollt worden sei, Israel mit Atomwaffen angegriffen und vier Städte der USA von Terroranschlägen heimgesucht worden sei. Außerdem wäre in jedem US-Bundesstaat die Homo-Ehe eingeführt und die Pfadfinder abgeschafft worden.